# Angelica Balabanova
Pour les articles homonymes, voir Balabanova.
Angelica Balabanova, en russe : Анжелика Балабанова (née en 1878 à Tchernihiv, en Ukraine, et morte le 25 novembre 1965 à Rome) est une militante social-démocrate et communiste italienne.

## Biographie
Angelica Balabanova découvre les idées révolutionnaires à l'université de Bruxelles, où elle étudie. Après son installation à Rome, elle commence à organiser les travailleurs de l'industrie textile et adhère au Parti socialiste italien en 1900. Elle y fréquente des personnalités telles que Antonio Labriola, Giacinto Menotti Serrati, Benito Mussolini (alors leader socialiste) dont elle est la maîtresse et l'éducatrice politique durant une décennie  et Filippo Turati. Elle écrit des articles pour le quotidien socialiste  Avants!. Elle participe aussi à cette époque à l'organisation de conférences internationales de femmes socialistes, avec Clara Zetkin.
Pendant la Première Guerre mondiale, elle fait partie de la minorité socialiste demeurée internationaliste. Elle réclame notamment l'exclusion de Mussolini lorsque celui-ci, qu'elle a contribué à former politiquement, adopte des positions militaro-interventionnistes. Elle diffuse parmi les socialistes italiens les idées du journal de Trotsky, Nache Slovo, dont elle traduit les articles. Elle participe à la conférence de Zimmerwald en 1915. Elle est désignée comme secrétaire de l'organisation créée à cette occasion en raison de sa connaissance des langues européennes. Vivant en Suède, pays neutre, elle fréquente la gauche socialiste suédoise, dont le futur militant communiste Ture Nerman.
Angelica Balabanova rejoint le parti bolchévique russe en 1917. Elle joue un rôle notable dans les premières années de l'Internationale communiste, travaillant avec Lénine, Trotsky, Zinoviev et Christian Rakovsky. Victor Serge, qui la fréquente à l'Exécutif de l'Internationale, la décrit ainsi : « Menue, son fin visage déjà maternel entouré d'un double bandeau de cheveux noirs, répandant autour d'elle une extrême gentillesse, Angelica Balabanova espérait encore une Internationale aérée, généreuse et quelque peu romantique. ». Elle accueille Emma Goldman lors de son passage à Moscou en 1920 et lui permet de rencontrer Lénine. De plus en plus critique envers les méthodes de la Tchéka et la répression, elle quitte la Russie en 1922 avec l'accord de Lénine, qui estime son intégrité et son intransigeance. Elle rejoint en Italie ceux des socialistes qui, derrière Serrati, refusent de se soumettre à certaines exigences du Komintern.
Elle continue à diriger le groupe socialiste maximaliste italien après le départ de Serrati pour le Parti communiste italien. Après la victoire du fascisme, elle se réfugie en Suisse. Elle participe au Bureau international d'information des partis révolutionnaires socialistes, qui rejoint le Centre marxiste révolutionnaire international lors de sa création dans les années 1930. Elle vit ensuite à Paris, puis à New York, et rentre en Italie après la Seconde Guerre mondiale.
Après 1947, elle rejoint Giuseppe Saragat dans son refus d'une alliance du PSI et du PCI. Ils créent un Parti ouvrier socialiste italien qui devient bientôt le Parti social-démocrate italien.
Helene Deutsch, disciple de Sigmund Freud, qui la rencontre en 1910, au congrès de Copenhague, reste marquée par cette femme respectée par ses pairs qui milite pour ceux qui n’ont pas été touchés par les idéaux socialistes, notamment les cheminots italiens.

## Œuvres
- Il vostro Dovere in tempo di Elezioni: Alle Proletarie. Lugano: Cooperativa Tipografica Sociale, 1904.
- Neskol'ko slov ob agitatsii: Pis'mo-lektsiia (Qualche parola sull'agitazione. Lezione per corrispondenza). Mosca: Gosudarstvennoe Izdatel'stvo, 1920.
- Svetloi pamiati Iakova Mikhailovicha Sverdlova. (Alla memoria benedetta di Iakov Mikhailovich Sverdlov). Mosca: Gosudarstvennoe Izdatel'stvo, 1920.
- Dalla schiavitù alla libertà. Doveri e diritti dei comunisti nella prima Repubblica del lavoro, Mosca: Gosudarstvennoe Izdatel'stvo, 1920 / Milano, Avanti!, 1921.
- Iz lichnykh vospominanii Tsimmerval'dtsa (Dalle memorie personali degli Zimmerwaldisti). Leningrado-Mosca: Izdatel'stvo "Kniga," 1925.
- Erinnerungen und Erlebnisse, Berlin, E. Laubsche Verlagsbuchhandlung, 1927.
- Erziehung der Massen zum Marxismus. Psychologisch-pädagogische Betrachtungen (Educare le masse al marxismo: considerazioni psicologico-pedagogiche), Berlin, E. Laubsche, 1927.
- Marx und Engels als Freidenker in ihren Schriften. Ein Hand- und Kampfesbuch (Marx ed Engels come liberi pensatori nei loro scritti). Berlin: Der Freidenker, 1930.
- Wesen und Werdegang des italienischen Faschismus, Wien, Hess & Co., 1931.
- Memorie, Milano-Parigi, Avanti!, 1931.
- Sozialismus als Weltanschauung (Il socialismo come visione del mondo). Berlin: Dt. Freidenkerverband, c. 1932.
- Caduti per noi, caduti per voi. New York: Edizione "La Fiaccola," c. 1935.
- My Life as a Rebel (La mia vita da ribelle). London: Hamish Hamilton, 1938 ; trad. fr. Ma vie de rebelle, Paris, Balland, 1981.
- Traitor: Benito Mussolini and his "Conquest" of Power. New York: G. Popolizio, c. 1942.
- Tears (Lacrime), New York, E. Laub / Chicago: Jay Bass, 1943.
- Il traditore Mussolini, Roma-Milano, Avanti!, 1945.
- Ricordi di una socialista, Roma, De Luigi, 1946.
- Lenin visto da vicino, Roma, Opere nuove, 1959; 1990; Milano, SugarCo, 1980. (Impressions of Lenin, Isotta Cesari, trans., Ann Arbor, University of Michigan Press, 1964.)
- La mia vita di rivoluzionaria, Milano, Feltrinelli, 1979.

- Poèmes en plusieurs langues (anglais, espagnol, français, italien et russe).

Les archives d'Angelica Balabanova sont conservées à l'Institut international d'histoire sociale d'Amsterdam.